# Mahoba irrorata
Mahoba irrorata är en fjärilsart som beskrevs av Moore 1879. Mahoba irrorata ingår i släktet Mahoba och familjen tofsspinnare. Inga underarter finns listade i Catalogue of Life.